# 170900 Jendrassik
170900 Jendrassik è un asteroide della fascia principale. Scoperto nel 2004, presenta un'orbita caratterizzata da un semiasse maggiore pari a 2,2294164 UA e da un'eccentricità di 0,1039590, inclinata di 4,31814° rispetto all'eclittica.